# Betterton
Pour les articles homonymes, voir Betterton (homonymie).
La ville de Betterton est située dans le comté de Kent, dans l’État du Maryland, aux États-Unis. Sa population s’élevait à 345 habitants lors du recensement de 2010, estimée à 324 habitants en 2016.

## Source
- (en) Cet article est partiellement ou en totalité issu de l’article de Wikipédia en anglais intitulé « Betterton, Maryland » (voir la liste des auteurs).